# Gestalter im Handwerk
Gestalter im Handwerk ist eine Berufsbezeichnung für Handwerker, die eine fachspezifische Weiterbildung in Design und Gestaltung absolviert haben.

## Geschichte
Nach dem Zweiten Weltkrieg bis zur Integration der Werkkunstschulen in die neuen Fachhochschulen Ende der 1960/Anfang der 1970er Jahre stellte in Westdeutschland der Gesellenbrief eine gleichberechtigte Grundlage für die höhere Gestaltungsausbildung dar. An den Werkkunstschulen übte die Handwerksorganisation ihren Einfluss für die gestalterische Qualifikation des handwerklichen Nachwuchses aus. Nach der Umstrukturierung wurden Handwerker ohne Fachhochschulreife jedoch von der Gestaltungsausbildung ausgeschlossen. Dem dadurch verursachten Rückgang gestalterischer Qualität im Handwerk bemühte sich der Kulturausschuss des Zentralverbands des Deutschen Handwerks entgegenzuwirken: 1982–1985 wurde auf Grundlage eines Rahmenkonzepts von Gottfried Böckelmann (FH Hildesheim) und mit Mitteln des Bundesministeriums für Bildung und Wissenschaft das Curriculum „Gestalter im Handwerk“ an den Handwerkskammern Hannover, Kassel und Münster erprobt und 1989 in einem Leitfaden bundesweit im Handwerk empfohlen. Daraufhin gründete eine Reihe von Handwerkskammern Gestaltungsakademien bzw. Werkakademien, die Handwerkern mit Meister- oder Gesellenbrief und Berufserfahrung ein Werkstudium in Design und Gestaltung ermöglichen. Grundlage ist die bundesweit abgestimmte Prüfungsordnung der Kammern auf Grundlage von § 42a HwO. Die Weiterbildung zum Gestalter im Handwerk wird bundesweit angeboten in verschiedenen Akademien.

## Nutzen des Abschlusses zum Gestalter im Handwerk
Gestalter im Handwerk verbinden ihre Kreativität mit handwerklichem Können und setzen ihre Ideen zeitgemäß und professionell um. Die erworbene Designkompetenz erweitert den beruflichen und persönlichen Horizont der Absolventen und die Qualität ihres Angebots erhöht sich. Gestalter im Handwerk positionieren sich neu und werden wettbewerbsfähiger, da sie sich auf Augenhöhe mit Architekten, Designbüros und Kunden bewegen. Im Rahmen der Weiterbildung lernen die Studierenden kreative Handwerker aus gleichen oder anderen Gewerken kennen, mit denen sie sich austauschen und vernetzen können. Die staatlich anerkannte Prüfung führt zum Titel „Gestalter im Handwerk“ und eröffnet eine Zulassung zu einem Studium an einer deutschen Hochschule. Im europäischen Ausland ist eine Zulassung zu einem Aufbaustudium möglich mit dem Ziel eines Masterabschlusses (MA).

## Aufgaben
Gestalter im Handwerk entwerfen Produkte, Objekte oder Räume und beraten ihre Kunden vor dem individuellen Entwurf. Sie dokumentieren ihre Arbeit und Entwürfe und erstellen Präsentationen. Für ihre Kollektionen entwickeln Gestalter im Handwerk Konzepte und setzen diese um oder betreuen deren Umsetzung durch andere Handwerksunternehmen. Sie stellen ihre Leistung im Rahmen von Ausstellungen in Museen, auf Messen, in Designzentren oder in Galerien vor oder organisieren selbst Ausstellungen. Viele Gestalter im Handwerk bilden aus.

## Studium
Die Kurse werden in Vollzeit oder berufsbegleitend angeboten, dauern zwischen ein bis zwei Jahren und umfassen rund 1.200 Stunden Unterricht. Die Prüfung findet in Form einer umfangreichen Projektarbeit statt. Zum Lehrplan gehören: Zeichnen und Darstellungstechniken, Grundlagen der Gestaltung, Farbenlehre und Farbgestaltung, Entwurf und Gestaltung, Projektentwicklung, Materialkunde, Werktechnik und Modellbau, Typografie und Layout, Fotografie und Dokumentation, Kunst- und Designgeschichte, Präsentation und Designmanagement.
Voraussetzung für eine Zulassung zum Studium ist die Meisterprüfung im Handwerk, eine einschlägige Gesellenprüfung oder eine Abschlussprüfung mit Berufspraxis. Die Weiterbildung kann an einer der Gestaltungsakademien oder den Bildungseinrichtungen der Handwerkskammer absolviert werden. 
Bei entsprechenden Voraussetzungen kann Meister-BAföG beantragt werden oder ein Bildungsgutschein der Agentur für Arbeit (AZAV für Arbeitssuchende und Umschüler). Berufstätige Handwerker können Mittel aus dem Europäischen Sozialfonds ESF nutzen oder die Förderung der Agentur für Arbeit des WeGeBAU. Die Prüfung nimmt der Prüfungsausschuss der zuständigen Handwerkskammer ab. Der Abschluss berechtigt dazu, den anerkannten Titel „Gestalter/in im Handwerk“ zu führen. Bei erfolgreich bestandener Prüfung erhalten auch Gestalter im Handwerk den Meisterbonus.

## Allgemeine Bedeutung
Eine qualifizierte Ausbildung in Design und Gestaltung kann grundsätzlich die Wettbewerbsfähigkeit von Handwerksbetrieben fördern.
Sie verbessert aber auch die Zukunftsfähigkeit insbesondere von traditionellen Handwerksberufen, die sich durch Anwendung traditioneller Techniken und Materialien neue Erwerbsfelder erschließen. Dies wird durch eine 2011 im Auftrag des Schweizer Bundesamts für Kultur erarbeitete Studie zum immateriellen Kulturerbe Handwerk untermauert.

## Gestalter im Handwerk in der Schweiz
Handwerk und Berufsbildung sind in der Schweiz anderes organisiert als etwa in der Bundesrepublik Deutschland. Notwendigkeit und Zielsetzung der handwerklichen Gestaltungsqualifikation sind jedoch vergleichbar: Kompetente Fach-, Projektkoordinations- und Führungskräfte für handwerkliche Gestaltung zu qualifizieren.
Die Weiterbildungsmaßnahme richtet sich an gestaltende Handwerker wie Dekorationsgestalter, Gipser, Maler, Innendekorateure, Metallbauer, Pflasterer, Tischler, Zimmerer und Textilfachleute. Voraussetzung sind Berufserfahrung im Bereich Farbe, Form, Material und Oberfläche und Kompetenzen in Projektplanung und Kommunikation.
Die Berufsprüfung für Gestalterinnen und Gestalter im Handwerk wurde vom Zürcher Haus der Farbe gemeinsam mit den Berufsverbänden dekoschweiz, Genossenschaft Badewelten, Schweizerischer Maler und Gipserunternehmer-Verband (SMGV), Schweizerischer Werkbund (SWB), Verband Schweizerischer Schreinermeister und Möbelfabrikanten (VSSM), Verband Werbetechnik und Print (VWP) sowie dem Zürcher Malermeister-Verband (ZMV) entwickelt, Weiterbildungskurse werden vom Haus der Farbe angeboten.